# Ренкен, Мишель
Мишель Ренкен (фр. Michel Renquin; род. 3 ноября 1955, Бастонь, Бельгия) — бельгийский футболист и футбольный тренер. В качестве игрока известен по выступлениям за льежский «Стандард» и сборную Бельгии. Участник чемпионата мира 1986 и чемпионата Европы 1980 года.

## Клубная карьера
Ренкен начал карьеру в льежском «Стандарде». В 1974 году он дебютировал за команду в Жюпиле лиге. В Льеже Мишель выступал на протяжении семи сезонов и стал одним из символов клуба тех лет.
18 марта 1981 года в ответной четвертьфинальной игре Кубка УЕФА с «Кёльном», покидая поле после своего удаления, исполнил нацистское приветствие в присутствии около 50 000 немцев на стадионе.
В 1981 году он перешёл в «Андерлехт». В том же году Ренкен завоевал Кубок Бельгии. Мишель так и не смог стать основным футболистом команды и по окончании сезона подписал соглашение с швейцарским «Серветтом». С новым клубом он завоевал Кубок Швейцарии и стал чемпионом Суперлиги.
В 1985 году Ренкен вернулся в родной «Стандард», где выступал на протяжении ещё трёх сезонов. В 1988 году Мишель подписал контракт со швейцарским «Сьоном». Через два года он завершил карьеру.

## Международная карьера
В 1976 года Ренкен дебютировал за сборную Бельгии. В 1980 году он был включен в заявку сборной на участие в Чемпионате Европы в Италии. На турнире Мишель сыграл в матчах против сборных Германии, Италии, Испании и Англии, завоевав серебряные медали.
В 1982 году он впервые поехал на Чемпионат мира в Испании. На турнире Ренкен принял участие во встрече против СССР.
В 1986 году он выступал на Чемпионате мира в Мексике. На турнире Мишель принял участие во встречах против сборных Парагвая, Аргентины, СССР и Франции.

## Участие в политике
Участвовал в парламентских выборах 2014 года в Бельгии, будучи кандидатом от Народной партии от провинции Люксембург, но его партия не получила ни одного места в Палате представителей.

## Достижения
Командные
 «Стандард»
- Обладатель Кубка Бельгии — 1980/1981

 «Серветт»
- Чемпионат Швейцарии по футболу — 1984/1985
- Обладатель Кубка Швейцарии — 1983/1984

Международные
 Бельгия
- Чемпионат Европы по футболу — 1980